# Sundasciurus hoogstraali
Sundasciurus hoogstraali is een eekhoorn uit het geslacht Sundasciurus die voorkomt op de eilanden Busuanga en Calauit, die in het zuidwesten van de Filipijnen, in de biogeografische regio Groot-Palawan, gelegen zijn. De typelocatie is "Dimaniang" op Busuanga. Deze soort behoort tot het ondergeslacht Aletesciurus en daarbinnen tot de S. steerii-groep, die ook S. juvencus, S. moellendorffi en S. steerii omvat. Deze soorten komen in andere delen van Groot-Palawan voor. In een lijst uit 1991 werd S. hoogstraali in S. moellendorffi geplaatst. De soort komt voor in laaglandregenwoud.